# Robert Kronberg
Robert Kronberg (né le 15 août 1976 à Göteborg) est un athlète suédois, spécialiste du 110 mètres haies.

## Biographie
Robert Kronberg a été champion de Suède de 2003 à 2006.
Son meilleur temps est de 13 s 35 à Lausanne en juillet 2001.

### Palmarès
| Date | Compétition                    | Lieu        | Résultat | Épreuve     | Performance |
| ---- | ------------------------------ | ----------- | -------- | ----------- | ----------- |
| 1995 | Championnats d'Europe juniors  | Nyiregyhaza | 2e       | 110 m haies | 14 s 16     |
| 2000 | Championnats d'Europe en salle | Gand        | 6e       | 60 m haies  | 7 s 64      |
| 2000 | Jeux olympiques                | Sydney      | 8e       | 110 m haies | 13 s 61     |
| 2001 | Championnats du monde en salle | Lisbonne    | 4e       | 60 m haies  | 7 s 57      |
| 2001 | Championnats du monde          | Edmonton    | 5e       | 110 m haies | 13 s 51     |
| 2001 | Universiade                    | Pékin       | 3e       | 110 m haies | 13 s 40     |
| 2002 | Championnats d'Europe en salle | Vienne      | 5e       | 60 m haies  | 7 s 67      |
| 2002 | Championnats d'Europe          | Munich      | 7e       | 110 m haies | 13 s 63     |
| 2003 | Championnats du monde en salle | Birmingham  | 7e       | 60 m haies  | 7 s 67      |
| 2004 | Championnats du monde en salle | Budapest    | 6e       | 60 m haies  | 7 s 59      |
| 2005 | Championnats d'Europe en salle | Madrid      | 3e       | 60 m haies  | 7 s 65      |
| 2006 | Championnats d'Europe          | Göteborg    | 5e       | 110 m haies | 13 s 57     |
| 2007 | Championnats d'Europe en salle | Birmingham  | 7e       | 60 m haies  | 7 s 71      |

### Records
| Épreuve                    | Performance | Lieu             | Date                     |
| -------------------------- | ----------- | ---------------- | ------------------------ |
| 60 mètres haies (en salle) | 7 s 54      | Lisbonne Glasgow | 9 mars 2001 18 mars 2001 |
| 110 mètres haies           | 13 s 35     | Lausanne         | 4 juillet 2001           |